# قضیه نگاشت باز
در ریاضیات دو قضیه با نام «قضیه نگاشت باز» (به انگلیسی: Open mapping theorem) وجود دارد.

## آنالیز تابعی
در آنالیز تابعی، قضیهٔ نگاشت باز که همچنین با نام قضیهٔ شوائر–باناخ شناخته شده‌است یک نتیجهٔ اصلی است که بیان می‌کند: اگر A: X → Y عملگر خطی پیوسته پوشا در فضای باناخ X و Y باشد، آنگاه A یک نگاشت باز است (اگر U یک مجموعه باز در X باشد، آنگاه A(U) یک مجموعه بازدر Y است).
برای اثبات از قضیهٔ رسته‌ای بئر استفاده می‌شود.
قضیه نگاشت باز دو نتیجه مهم دارد:
- اگر A: X → Y یک عملگر خطی پیوسته دوسو در فضای باناخ X و Y باشد، آنگاه عملگر وارون A−۱: Y → X یک عملگر خطی پیوسته دوسو است.
- اگر A: X → Y یک عملگر خطی در فضای باناخ X و Y باشد و اگر برای هر دنباله (xn) در X با xn → ۰ و Axn → y تابعیت می‌کند که y = ۰، آنگاه A پیوسته‌است (قضیه نمودار بسته).

## آنالیز مختلط
در آنالیز مختلط قضیه نگاشت باز بیان می‌کند که اگر U یک مجموعه باز همبند در صفحهٔ مختلط C باشد و f: U → C یک تابع هولومورفیک غیر ثابت باشد، آنگاه f یک نگاشت باز است (زیر مجموعه‌های باز U را به زیرمجموعه‌های باز C می‌نگارد).
قضیه برای مثال اشاره به این مطلب می‌کند که یک تابع هولومورفیک غیر ثابت نمی‌تواند یک قرص باز را به توی بخشی از یک خط بنگارد.

### برهان
ابتدا فرض کنید f یک تابع غیر ثابت هولومورفیک و U یک زیرمجموعه باز همبند در صفحهٔ مختلط است. اگر هر نقطه در {\displaystyle f(U)} یک نقطهٔ داخلی {\displaystyle f(U)} باشد آنگاه {\displaystyle f(U)} باز است؛ بنابراین اگر هر نقطه در {\displaystyle f(U)} که محتوی یک دیسک است، شامل {\displaystyle f(U)} باشد آنگاه {\displaystyle f(U)} باز است.
اطراف هر نقطه در {\displaystyle U}، یک گوی مناسب در {\displaystyle U} وجود دارد. یک {\displaystyle z_{0}} دلخواه در {\displaystyle U} و نقطهٔ تصویر آن {\displaystyle w_{0}=f(z_{0})} را در نظر بگیرید. اگر {\displaystyle f(z_{0})-w_{0}=0} آنگاه {\displaystyle z_{0}} یک ریشه تابع {\displaystyle f(z)-w_{0}} است. تابع {\displaystyle f(z)-w_{0}} ممکن است ریشه دیگری در فاصله {\displaystyle d_{1}} از {\displaystyle z_{0}} داشته باشد. فاصله از {\displaystyle z_{0}} تا یک نقطه که در U نیست نوشته می‌شود {\displaystyle d_{2}}. هر گوی B با شعاع کمتر از مینیمم {\displaystyle d_{1}} و {\displaystyle d_{2}} داخل U خواهد بود و حداقل یکی وجود دارد زیرا {\displaystyle d_{1},d_{2}>0}.
گوی {\displaystyle B_{2}} را اطراف {\displaystyle w_{0}} با شعاع {\displaystyle e} و عناصر {\displaystyle w} در نظر می‌گیریم. از قضیه روشه یا آرگومان اصلی توابع {\displaystyle f(z)-w_{0}} و {\displaystyle f(z)-w} برای هر {\displaystyle w} با فاصله {\displaystyle e} از f({\displaystyle z_{0}})، دارای تعداد یکسانی ریشه هستند. فرض کنید {\displaystyle z_{1}} ریشه یا یکی از ریشه‌های {\displaystyle f(z)-w} باشد؛ بنابراین، برای هر {\displaystyle w} در {\displaystyle B_{2}}، یک {\displaystyle z_{1}} در {\displaystyle B} وجود دارد که {\displaystyle f(z_{1})=w}، تصویر {\displaystyle B_{2}} یک زیر مجموعه از تصویر {\displaystyle B} است که یک زیر مجموعه {\displaystyle f(U)} است.
پس {\displaystyle w} یک نقطه درونی {\displaystyle f(U)} بای هر {\displaystyle w} دلخواه، و قضیه ثابت شده‌است.